# 秀穂
株式会社秀穂（しゅうすい）は、ラーメンチェーン店を運営する企業。
なお、正式表記は「秀穂'」（「穂」の右上に点が付く）である。

## 概要
くるまやラーメン創業者、草野光男の弟である草野秀雄が、くるまやから分裂する形で創業。
「ラーメンとん太」、「喜多方らーめん会津屋」、「ニューとん太」、「千成らーめん」などラーメンチェーン店を運営している。
直営店は少なく、既存店のほとんどはフランチャイズ。高速事業部というのがあり、パーキングエリア、サービスエリアに直営店を持つ。

## 厳しいFC修業
FC修業の厳しさは、『スーパーテレビ情報最前線』（日本テレビ系）と『愛の貧乏脱出大作戦』（テレビ東京系）で取り上げられた。
店内と店外の掃除やトイレの掃除、接客マナーや料理の調理等も指導が徹底されており、ほんの小さなミスを犯しても厳しい叱責と注意が出るほどである。